# 项斑穗肩鳚
项斑穗肩鳚（学名：Cirripectes auritus），又稱項斑頸鬚䲁，是輻鰭魚綱䲁形目鳚科穗肩䲁屬一种，分布于太平洋和印度洋海域。本种的模式产地为太平洋中部基里巴斯莱恩群岛塔布阿埃兰环礁（范宁岛）帕埃劳（英国港）附近海域，深度0至20公尺，由美国学者布鲁斯·卡尔森于1980年描述发表。本魚體長橢圓形，稍側扁，頭鈍短，鼻鬚及眼上鬚羽狀分支，一連串頸鬚橫貫在頸上，下唇內側光滑，外側有褶皺。上唇小圓齒34-39，頸部皮瓣呈黑色，虹膜內圈黃色，外圈紅褐色，成魚體色多變，可能是淺色、棕色或雜色的淺色和棕色背景，但身體後1/2至3/4處總是帶有微小的黑斑，並且從眼眶到上唇帶有淺色斑點或條紋，背鰭硬棘12-13枚，背鰭軟條15-17枚、臀鰭硬棘2枚、臀鰭軟條16-18枚，體長可達7.1公分，棲息在沙底質或岩石底質的珊瑚礁，以藻類、碎屑和小型無脊椎動物為食，雌魚產附著性的卵，雄魚會守護卵，幼魚為浮游性。